# کلیس آیلند (اوهایو)
کلیس آیلند (به انگلیسی: Kelleys Island) یک روستا در ایالات متحده آمریکا است که در شهرستان ایری، اوهایو واقع شده‌است. کلیس آیلند ۱۱٫۴۲ کیلومتر مربع مساحت و ۳۱۲ نفر جمعیت دارد و ۱۸۲ متر بالاتر از سطح دریا قرار دارد.